# 레트로님

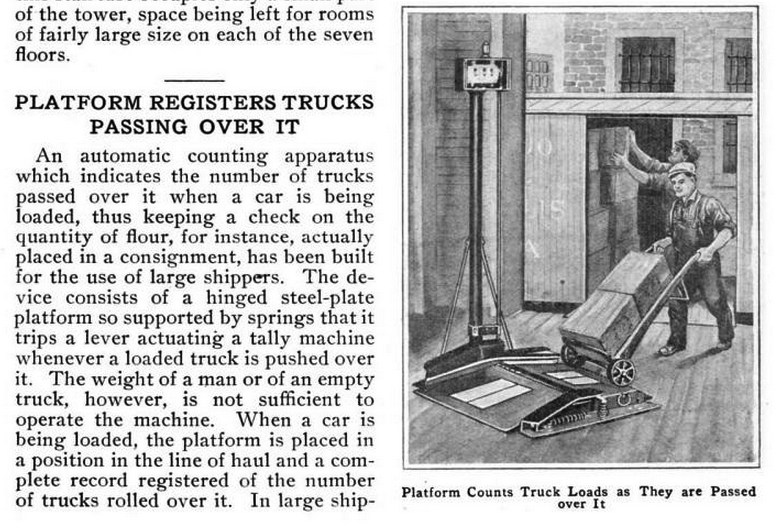

레트로님(영어: retronym)은 한 말의 의미가 시대와 함께 확장 또는 변화하는 경우에 오래된 의미의 범위를 특정적으로 표현하기 위해 나중에 고안된 말을 말한다.
레트로님은 과거를 의미하는 레트로 (retro)와 말을 의미하는 접미사 (-onym)의 합성에 의한 단어이다. 1980년 내셔널 퍼블릭 라디오 국장 프랭크 맨키에비츠가 만들었으며, 칼럼니스트 윌리엄 새파이어는 〈뉴욕 타임스〉에서 사용하여 널리 퍼지게 되었다.

## 같이 보기
- 역두문자어